# Amperewindung
Die Amperewindung (Einheitenzeichen: Aw, AW, im Englischen: At für ampere-turn) ist eine anschauliche, aber veraltete Maßeinheit für die magnetische Durchflutung im Bereich des Elektromagnetismus. Ein elektrischer Strom von 1 A ruft in einer einzelnen Leiterschleife die Durchflutung 1 Aw hervor. 
Die Bezeichnung kam dadurch zustande, dass sich bei Spulen oder Wicklungen in elektrischen Maschinen die magnetische Spannung durch Multiplizieren der Stromstärke mit der Anzahl der Windungen ergibt. Da die Windungszahl eine Größe der Dimension Zahl ist, ist die entsprechende SI-Einheit das Ampere.
Ausgedrückt mit den SI-Einheiten Joule (J) und Weber (Wb) gilt: {\displaystyle \mathrm {1\,Aw=1\,{\frac {J}{Wb}}} }